# Rinbu-Revolution
A Rinbu-Revolution Okui Maszami tizenharmadik kislemeze, mely 1997. május 21-én jelent meg a King Records kiadó jóvoltából.

## Információ
- A kislemezből két változat készült. Az első változaton a Sódzso kakumei Utena anime nyitó- és záródalát tartalmazza. Mivel a záródalt nem Okui Maszami énekli, ezért kiadásra került egy második kislemez (ugyanazon a napon), melyen az énekesnő egyik saját dala szerepel.
- Az első változat sokkal sikeresebb lett, ugyanis a japán lemezeladási listán a huszonhatodik helyet tudta elérni, és négy hétig szerepelt rajta, összesen 33 910 példányt adtak el belőle, míg a második kislemez csak a negyvenharmadik helyet érte el, és két hétig tudott listán maradni, összesen 11 590 példányt értékesítettek.

## Dalok listája

### Rinbu-Revolution/Truth
1. Rinbu-Revolution (輪舞-revolution?) 4:33
  - előadó: Okui Maszami
2. Truth 4:28
  - előadó: Jumi Luca

### Rinbu-Revolution/I Can’t...
1. Rinbu-Revolution (輪舞-revolution?) 4:33
2. I Can’t... 5:37
3. Rinbu-Revolution (Off Vocal Version) (輪舞-revolution?) 4:33
4. I Can’t... (Off Vocal Version) 5:34